# 三原屋貞右衛門
三原屋 貞右衛門（みはらや じょうえもん、生没年不詳）は、江戸時代中期の製塩業者。

## 経歴・人物
瀬戸内塩業の生産過剰による塩価下落の打開策として、2月から9月の間に操業し10月から1月の間は休業し生産調整を行う休浜法（二九法とも）を瀬戸内諸国に提唱。安芸、備後、伊予の三国間で協定が結ばれたが、10年ほどで瓦解し塩価は再び下落した。